# A Tale of Two Cities (musical)
A Tale of Two Cities és un musical amb llibret, música i lletres de Jill Santoriello basat en la novel·la homònima de 1859 de Charles Dickens.
Després de les proves a l'Asolo Repertory Theatre de Sarasota, Florida, a l'octubre i novembre de 2007, l'espectacle es va estrenar a Broadway el 18 de setembre de 2008, després de les preestrenes del 19 d'agost al Teatre Al Hirschfeld. El musical va tancar el 9 de novembre de 2008, després d'una sèrie de 60 funcions i 33 prèvies. L'espectacle va rebre la nominació al premi Outer Critics Circle 2009 com a Millor Nou Musical per la seva carrera a Broadway. James Barbour va rebre una nominació al Premi Drama Desk 2009 per la seva interpretació de Sydney Carton.

## Història de la producció
El creador de Tale Santoriello va treballar en la música a partir de finals dels anys vuitanta. El 1994, el seu germà, l'actor Alex Santoriello, va produir i protagonitzar un estil de concert només per invitació de moltes de les cançons al Hilbert Circle Theatre d'Indianapolis. El concert va comptar amb Richard Kiley com a narrador.  Alguns dels números mostrats en aquest estil es van eliminar finalment del programa. El 1999, els productors Barbara Russell i Ron Sharpe van optar per l'espectacle amb plans per portar-lo a Broadway. Juntament amb Santoriello, van començar a desenvolupar el guió a través de lectures i produint un àlbum conceptual de l'espectacle. Aquell enregistrament, completat el 2002, va comptar amb Alex Santoriello com a Dr. Manette/Sydney Carton, Christiane Noll com a Lucie Manette, Nick Wyman com a John Barsad, Craig Bennett com a Jerry Cruncher i Natalie Toro com a Madame Defarge.
Els dies 19 i 20 d'agost de 2004, durant dues actuacions, Tale es va presentar novament per a un taller de lectura només per invitació amb l'esperança de trobar més patrocinadors. La producció va tenir lloc al Little Shubert Theatre de la ciutat de Nova York. 100 fans van ser convidats a cada actuació de la primera presentació pública de la ciutat de Nova York. Va estar protagonitzada per James Barbour com a Sydney Carton, Jenny Powers com a Lucie Manette, Gary Morris com a Alexandre Manette, Gavin Creel com a Darnay, Alex Santoriello com a Ernest Defarge, Michelle Dawson com a Mme. DeFarge i Billy Gilman com el germà petit de Defarge.
A finals de 2005, Santoriello i els productors van anunciar que l'espectacle planejava una prova a principis d'hivern a Chicago, amb els plans de Broadway per a la primavera de 2006. No obstant això, els canvis de direcció i els fons insuficients, amb la marxa d'un productor, van posposar la producció.
L'any següent, l'espectacle es va estrenar a l'Asolo Repertory Theatre de Sarasota, Florida , per a proves prèvies a Broadway a l'octubre i novembre de 2007. L'espectacle va esgotar tota la seva carrera i va guanyar deu premis de la revista Sarasota de dotze nominacions, incloses per a alguns intèrprets i com "Millor Musical". L'espectacle va protagonitzar Barbour com a Carton, Derek Keeling com a Charles Darnay i Jessica Rush com a Lucie, amb Natalie Toro com a Madame DeFarge.  Va rebre crítiques entre mixtes a positius. Va ser dirigida per Michael Donald Edwards, Warren Carlyle va coreografiar-la i l'equip creatiu incloïa Tony Walton (escenografia), David Zinn (vestuari) i Richard Pilbrow (il·luminació).
El musical es va estrenar a Broadway a l'Al Hirschfeld Theatre, amb funcions prèvies a partir del 19 d'agost de 2008 i estrena oficial el 18 de setembre. L'espectacle va rebre crítiques principalment negatives, tot i algunes positives, sobretot de Huffington Post, Connecticut Post i les cadenes de ràdio WGCH i WMNR. Tres dies abans de l'obertura del musical a Broadway, la borsa nord-americana va caure bruscament. Malgrat les crítiques i mentre els rebuts de taquilla d'altres espectacles de Broadway estaven caient juntament amb els mercats financers mundials, Tale va publicar inicialment bons resultats de taquilla. Però a mesura que l'economia va empitjorar, el programa va perdre diners i va tancar el 9 de novembre de 2008, tot i que es va publicar un anunci anterior de tancament per al 16 de novembre.
El 2009, Samuel French, Inc. va adquirir les accions i els drets d'aficionats del programa. Les primeres produccions van ser al Cherry Hill Township Summer Theatre l'estiu de 2009 i al Cirillo Summer Theatre de Windsor, CT el 2010 sota la direcció de Susan J. Vinick. Per a aquestes produccions, Santoriello va preparar materials de producció, inclosa una partitura vocal completa, que ajudarien els futurs grups de teatre. Santoriello va assistir a la producció juntament amb el productor executiu, Ron Sharpe i altres productors de Broadway. És evident que el seu compromís amb l'espectacle va continuar molt més enllà de la seva carrera a Broadway.
El maig de 2011, Principia College es va convertir en la primera universitat a interpretar el musical de Santoriello.
L'agost de 2012, el musical es va estrenar en coreà fent 56 actuacions al Chung Mu Arts Hall de Seül, Corea. La producció va rebre 9 nominacions als premis musicals de Corea, incloent-hi el millor musical estranger.
El 21 d'octubre de 2012, el 'Freies Musical Ensemble' va fer l'estrena en alemany a Münster, Alemanya, amb 12 actuacions en total.
El grup juvenil canadenc 'The Singer's Theatre' va representar l'estrena canadenca de l'espectacle el 16 d'agost de 2013 a Kitchener, Ontario , després d'un programa intensiu de dues setmanes.
L'estrena japonesa va ser presentada per Toho l'estiu de 2013 a Tòquio, Japó.
Els dies 19 i 20 d'octubre de 2018, els membres del repartiment original de l'espectacle es van reunir per a un concert del 10è aniversari a Birdland . Els dos concerts anunciats es van exhaurir i es van afegir dos espectacles addicionals que també es van exhaurir.  Hi van assistir molts dels productors originals i l'escenògraf de Broadway Tony Walton. Els seus papers originals van repetir James Barbour, Brandi Burkhardt, Natalie Toro, Nick Wyman, Craig Bennett, J. Mark McVey, Kevin Greene, Rob Richardson, Rebecca Robbins, Les Minski, Eric Van Tielen, Dan Petrotta, Drew Aber, Jennifer Evans, Alison Walla, Mollie Vogt-Welch i Walter Winston O'Neill.

## Trama

### Pròleg
El musical s'obre amb Lucie Manette de petita, camí de França a Anglaterra. El Sr. Jarvis Lorry, un empleat del Tellson's Bank, la porta a casa de la senyoreta Pross, que havia estat mainadera de la mare de Lucie, ara morta. Més tard, el senyor Lorry torna a la casa dels Pross per dir-li a la Lucie, ara adulta, que el seu pare, el doctor Alex Manette, ha estat trobat viu a la Bastilla després de 17 anys Prologue: The Shadows of the Night).

### Acte 1
El Dr. Manette, Lucie i Lorry salpen cap a Anglaterra i es troben amb Charles Darnay. En arribar, Darnay és arrestat com a espia, ja que es descobreix en possessió de documents que mostren la col·locació de tropes britàniques. Més tard es descobreix que els papers van ser abandonats per John Barsad, sequaç de l'oncle de Darnay, el marquès St. Evermonde's (Dover). La Lucie demana que el Sr. Lorry trobi un advocat per defensar en Darnay a canvi de l'amabilitat que ha mostrat a ella i al seu pare durant el seu viatge i Lorry hi accepta.
A continuació, ens porten al despatx d'advocats del Sr. Stryver i Sydney Carton, que arriba clarament begut (The Way it Ought to Be - London). Carton decideix amb el seu amic, el lladre de tombes Jerry Cruncher, intentar fer xantatge a Barsad visitant diverses tavernes locals (No Honest Way). L'endemà, comença el judici (The Trial). Darnay és absolt després que l'intent de xantatge tingui èxit i fa que el testimoni clau afirmi que Darnay i Sydney s'assemblen després que Sydney li tregui la perruca i la toga del seu advocat. Aleshores, el testimoni admet que podria haver estat un home, o qualsevol altra persona, amb aquests papers.
Darnay porta a Sydney i a l'Stryver per celebrar-ho a una taverna que Sydney anomena "casa". (Round and Round) Després que Darnay sigui insultat per Sydney i se'n va, Sydney reflexiona sobre per què va actuar d'aquesta manera (Reflection).
Han passat uns quants mesos i la Darnay ara desitja la mà de Lucie però primer demana permís al seu pare (The Promise). La nit de Nadal, Lucie intenta convèncer Sydney perquè sopi amb ella i el seu pare, però ell rebutja; per amabilitat, ella el convida a sopar l'endemà al vespre, cosa que ha d'acceptar. Despertada per la seva bondat, Sydney s'adona del que s'ha trobat a faltar a la seva vida (I Can't Recall).
L'endemà, Darnay demana a Lucie que es casi amb ell i ella accepta (Now at Last). Sydney arriba i Lucie li fa el seu regal: una bufanda. Sense saber que en rebria un, Sydney li diu a la Lucie que tanqui els ulls i la faci un petó. Sorpresa, li informa que el senyor Darnay li ha demanat la mà en matrimoni. Enfadat i avergonyit, Sydney se'n va i reflexiona sobre la vida que ara no pot assolir, i sobre el matrimoni i la vida de Darnay i Lucie junts (If Dreams Came True).
Aleshores, l'acció passa a França, on s'espera que el rei condueixi el seu carruatge més enllà de la botiga de vins de Defarge. Molts nens estan molt emocionats però a prop de la carretera. Un, fill d'un home anomenat Gaspard, és mort quan passa el carruatge del marquès St. Evremonde. Madame Defarge, que desconeixia el que esperaven els nens, expressa el seu disgust per la mort que ha causat el marquès i insta a Gaspard a assassinar-lo (Out of Sight Out of Mind). Gaspard després segueix el marquès al seu castell i ho fa.
Darnay rep una carta de Gabelle, una antiga criada a França, i accepta defensar-lo als tribunals i se'n va (Gabelle's Letter/I Always knew). Stryver i Sydney visiten la casa Manet una nit i Stryver explica els assassinats i altres avenços que hi ha hagut. Durant la seva visita, Sydney accepta ajudar a posar la Little Lucie al llit (Now I Lay Me Down To Sleep). Mentrestant, se celebra un funeral pel fill de Gaspard (Little One). Al funeral, els agents vénen a arrestar Gaspard per assassinat, però Ernest Defarge li diu que es quedi i comença la revolució (Until Tomorrow) Darnay és arrestat quan es revela que és el nebot del marquès. La Lucie està devastada i recorre a Sydney per demanar consell mentre Darnay marxa sense explicacions ni revelant la seva veritable identitat.

### Acte 2
El segon acte s'obre amb l'assalt de la Bastilla. Els Defarge han trobat les notes deixades pel doctor Manette a la seva cel·la tants anys abans, però la gent de París encara està insatisfeta després de la caiguda de la presó (Everything Stays the Same).
Darnay és enviat a judici perquè és membre de l'aristocràcia. En el seu judici, Madame Defarge llegeix els càrrecs del doctor Manette contra el marquès St. Evremonde i el seu germà, que és el pare de Charles. Al final del seu diari, Manette els condemna a ells i a tots els seus descendents. El mateix Manette fa una súplica apassionada per retractar-se d'això i dir que Darnay no s'assembla gens al seu pare i oncle. Afegeix que l'execució de Darnay infligiria una càrrega més a ell i a la Lucie, que va patir tant durant el seu empresonament. La petició de Manette és denegada i Darnay és condemnat a mort (The Tale).
La Lucie està deprimida perquè en Darney se n'hagi anat sense dir-li per què. Sydney al principi està temptada de robar-la al seu marit, però s'adona que el correcte seria ajudar a Darnay (If Dreams Came True [Reprise]). La Lucie vol morir amb el seu marit, però s'adona que això pot posar la seva filla en la mateixa posició en què estava quan era petita. Es compromet a salvar tant el seu marit com la seva família, però encara es pregunta per què Darnay va marxar a França sense dir-li-ho (Without a Word).
Sydney fa arranjaments amb el seu vell conegut Barsad per permetre-li l'entrada a la presó on està detingut Darnay (The Bluff). Adonant-se que no pot escapar simplement amb Darnay, Sydney elabora un pla per salvar-lo i permetre que la petita Lucie tingui el seu pare i una vida brillant per davant (Let Her Be a Child).
A la presó de Darnay, després de negar que estima a Lucie, Sydney es canvia de roba amb Darnay i després el droga, per sorpresa de Barsad. Barsad lliura l'inconscient Charles al Telson's Bank, on l'espera la seva família. Lucie creu que és Sydney qui ha tornat i llegeix una carta d'ell que és lliurada per Barsad. A la carta, explica que havia de fer això i que ella ha significat més per a ell que qualsevol altra cosa en tota la seva vida (The Letter).
Amb tristesa per Sydney i alegria per l'oportunitat de la seva vida amb Charles, Lucie i la seva família abandonen ràpidament França. Madame Defarge arriba armada i es compromet a no deixar escapar cap membre de la família Evremonde. Ella i la senyoreta Pross lluiten per la pistola i Madame és assassinada. Ernest s'assabenta de la mort de Madame i convoca la caça massiva dels Evremond per tenir l'oportunitat de plorar la seva dona (Defarge Goodbye - Lament).
De camí cap al patíbul, una modista simpàtica i innocent s'adona que Sydney no és la Darnay, amb qui va ser empresonada. Tanmateix, en lloc de trair-lo, ella l'anomena àngel i els dos es consolen mútuament. Quan la criden a la guillotina, Sydney li diu un últim adéu. Ell és el següent i mentre puja les escales s'adona del bé que ha fet per la dona que li va obrir els ulls a tant d'amor (Finale - I Can't Recall [Reprise]).

## Repartiments
Els repartiments originals a les produccions de Sarasota i Broadway van ser:
| Personatge             | Indianapolis        | Sarasota              | Broadway              | Brighton         |
| ---------------------- | ------------------- | --------------------- | --------------------- | ---------------- |
| Sydney Carton          | Alex Santoriello    | James Barbour         | James Barbour         | James Barbour    |
| Charles Darnay         | Andrew Verala       | Derek Keeling         | Aaron Lazar           | Simon Thomas     |
| Lucie Manette          | Christiane Noll     | Jessica Rush          | Brandi Burkhardt      | Brandi Burkhardt |
| Dr. Alexandre Manette  | Timothy Shew        | Alex Santoriello      | Gregg Edelman         | J. Mark McVey    |
| Jerry Cruncher         | Craig Bennett       | Craig Bennett         | Craig Bennett         | Howard Samuels   |
| Ernest Defarge         | J. Mark McVey       | Joe Cassidy           | Kevin Earley          | Kevin Earley     |
| Jarvis Lorry           | N/D                 | Michael Hayward-Jones | Michael Hayward-Jones | N/D              |
| The Seamstress         | Bryce Dallas Howard | Alexandria Howley     | MacKenzie Mauzy       | Kelley Dorney    |
| Miss Pross             | N/D                 | Katherine McGrath     | Katherine McGrath     | Rosemary Leach   |
| Marquis St. Evrémonde  | N/D                 | Les Minski            | Les Minski            | Paul Baker       |
| Madame Therese Defarge | Mary Gutzi          | Natalie Toro          | Natalie Toro          | Natalie Toro     |
| John Barsad            | Nick Wyman          | Nick Wyman            | Nick Wyman            | Ed Dixon         |
| Little Lucie           | Samantha Sharpe     | Catherine Missal      | Catherine Missal      | Catherine Missal |
| Gabelle                | N/D                 | Kevin Greene          | Kevin Greene          | Lincoln Stone    |

## Números musicals
| I Acte - Prologue: The Shadows of the Night – Alexandre Manette i Lucie Manette - The Way It Ought to Be – Madame Therese Defarge, Ernest Defarge i Parisencs - You'll Never Be Alone – Dr. Manette i Lucie - Argument – Marquis St. Evremonde i Charles Darnay - Dover – Miss Pross, Jerry Cruncher i Mariners - The Way It Ought to Be – Sydney Carton - No Honest Way — John Barsad, Jerry, Sydney Carton i Scoundrels - The Trial — Attorney General, Stryver, Jerry, Barsad, Sydney I Poble - Round and Round — Tavern Folk - Reflection — Sydney - The Way It Ought to Be (Reprise) — Madame - Letter From Uncle — Marquis - The Promise — Dr. Manette and Charles - I Can't Recall — Sydney - Resurrection Man — Jerry i Cronies - Now at Last — Charles i Lucie - If Dreams Came True — Charles i Sydney - Out of Sight, Out of Mind — Madame - I Always Knew — Gabelle i Charles - Little One — Gaspard, Little Lucie, Sydney, Ernest i Men - Until Tomorrow — Ernest, Madame, Sydney i Parisencs | II Acte - Everything Stays the Same — Madame, Ernest i Parisencs - No Honest Way (Reprise) — Barsad - The Tale — Madame, Dr. Manette, Young Man, Marquis i Crowd - If Dreams Came True (Reprise) — Sydney, Charles - Without a Word √ — Lucie - The Bluff — Sydney and Barsad - Let Her Be a Child — Sydney, Little Lucie i Charles - The Letter — Sydney - Lament — Ernest - Finale: I Can't Recall — Seamstress, Sydney i Parisencs |

√ Substituïda per la cançó de Frank Wildhorn "Never Say Goodbye" per al concert de Brighton.
Canvis de cançó
- "Prologue: The Shadows of the Night" va canviar al llarg de les prèvies. El que originàriament va començar amb el Dr. Manette cantant sobre la seva carta va acabar amb només que es mostrava que era tret de l'escenari per dos guàrdies. La versió de la nit d'obertura només comptava amb Lucie.
- "Resurrection Man" es va tallar després de diverses prèvies, i no va ser presentada per a l'actuació de la nit d'obertura.
- "Let Her Be a Child" es va editar a la seva forma original durant les prèvies, ja no comptava amb Charles Darnay.

## Premis i nominacions

### Producció de Saratoga
| Any                              | Premi                                     | Categoria              | Nominat   | Resultat |
| -------------------------------- | ----------------------------------------- | ---------------------- | --------- | -------- |
| 2008                             |                                           |                        |           |          |
| Premis Sarasota Magazine Theatre | Millor musical                            | Millor musical         | Guanyador |          |
| Premis Sarasota Magazine Theatre | Millor actor                              | James Barbour          | Guanyador |          |
| Premis Sarasota Magazine Theatre | Millor actriu                             | Jessica Rush           | Nominat   |          |
| Premis Sarasota Magazine Theatre | Millor actor de repartiment               | Nick Wyman             | Guanyador |          |
| Premis Sarasota Magazine Theatre | Millor actor de repartiment               | Joe Cassidy            | Nominat   |          |
| Premis Sarasota Magazine Theatre | Millor actriu de repartiment              | Natalie Toro           | Guanyador |          |
| Premis Sarasota Magazine Theatre | Millor direcció                           | Michael Donald Edwards | Guanyador |          |
| Premis Sarasota Magazine Theatre | Millor direcció musical                   | Jerry Steichen         | Guanyador |          |
| Premis Sarasota Magazine Theatre | Millor coreografia                        | Warren Carlyle         | Guanyador |          |
| Premis Sarasota Magazine Theatre | Millor disseny d'escenografia             | Tony Walton            | Guanyador |          |
| Premis Sarasota Magazine Theatre | Millor disseny de vestuari                | David Zinn             | Guanyador |          |
| Premis Sarasota Magazine Theatre | Millor disseny d'il·luminació             | Richard Pilbrow        | Guanyador |          |
| Premis Florida's Curtain Call    | Millor musical                            | Millor musical         | Guanyador |          |
| Premis Florida's Curtain Call    | Millor actor de repartiment en un musical | Nick Wyman             | Guanyador |          |

### Producció original de Broadway
| Any                             | Premi                                      | Categoria        | Nominat | Resultat |
| ------------------------------- | ------------------------------------------ | ---------------- | ------- | -------- |
| 2009                            |                                            |                  |         |          |
| Premi Drama Desk                | Actor destacat en un musical               | James Barbour    | Nominat |          |
| Premi Drama Desk                | Orquestracions destacades                  | Edward B. Kessel | Nominat |          |
| Premi Drama Desk                | Il·luminació destacada                     | Richard Pilbrow  | Nominat |          |
| Premis Outer Critics Circle     | Millor musical                             | Millor musical   | Nominat |          |
| Premis Outer Critics Circle     | Actor destacat en un musical               | James Barbour    | Nominat |          |
| Premis BroadwayWorld Fan-Choice | Millor actor protagonista en un musical    | James Barbour    | Nominat |          |
| Premis BroadwayWorld Fan-Choice | Millor actriu protagonista en un musical   | Brandi Burkhardt | Nominat |          |
| Premis BroadwayWorld Fan-Choice | Millor actriu de repartiment en un musical | Natalie Toro     | Nominat |          |
| Premis BroadwayWorld Fan-Choice | Millors orquestracions                     | Edward B. Kessel | Nominat |          |
| Premis BroadwayWorld Fan-Choice | Millor escenografia                        | Tony Walton      | Nominat |          |
| Premis BroadwayWorld Fan-Choice | Millor disseny de vestuari                 | David Zinn       | Nominat |          |
| Premis BroadwayWorld Fan-Choice | Millor disseny d'il·luminació              | Richard Pilbrow  | Nominat |          |

## Enregistraments
L'any 2002, els productors executius Sharpe & Russell van publicar un enregistrament conceptual, amb Alex Santoriello com Sydney (i Dr. Mannette), amb Christiane Noll com Lucie, J. Mark McVey com Ernest DeFarge i Natalie Toro com Madame DeFarge.
A Tale of Two Cities: In Concert, protagonitzada per James Barbour, Brandi Burkhardt, Natalie Toro i Kevin Earley de la companyia de Broadway, amb diversos altres conjunts nord-americans i britànics i amb papers destacats emesos per televisió a la PBS el desembre de 2009, i està disponible en DVD . També hi ha disponible una gravació d'un repartiment d'estudi, un repartiment d'estudi internacional de A Tale of Two Cities protagonitzat per aquest repartiment.